# Centennial Watershed State Forest
Centennial Watershed State Forest ist ein State Forest im US-Bundesstaat Connecticut auf dem Gebiet der Gemeinden Easton, Newtown, Redding, Weston. Der Wald umfasst auf verteilten Parzellen mehr als 62 km² (15.000 acres) Land.  Dutzende Parzellen sind über den südwestlichen Teil des Staates verteilt. 2002 wurde das Land durch eine Partnerschaft des Staates mit der Aquarion Water Company mit The Nature Conservancy unter Schutz gestellt und wird seither gemeinschaftlich verwaltet. Das Conservation Land Committee (CLC) ist das gemeinschaftliche Organ dieser Zusammenarbeit. Der Wald wurde aufgrund des hundertjährigen Bestehens des Staatsforstsystems benannt und hat große Bedeutung für den Grundwasserschutz.

## Freizeitmöglichkeiten
Der Wald wird von Sicherheitspersonal der Aquarion Company überwacht und ist nur auf Erlaubnis hin zugänglich. Die Zugangsberechtigung ist jedoch so niederschwellig, dass Wandern auf dem Aspetuck Valley Trail und Angeln am Saugatuck Reservoir problemlos möglich sind.